# Эстилл (округ)
Э́стилл (англ. Estill County) — округ в штате Кентукки, США. Официально образован в 1808 году. По состоянию на 2010 год, численность населения составляла 14 672 человека.

## География
По данным Бюро переписи США, общая площадь округа равняется 663,041 км2, из которых 655,271 км2 суша и 6,475 км2 или 1,000 % это водоёмы.

## Население
По данным переписи населения 2000 года в округе проживает 15 307 жителей в составе 6 108 домашних хозяйств и 4 434 семьи. Плотность населения составляет 23,00 человека на км2. На территории округа насчитывается 6 824 жилых строений, при плотности застройки около 10,00-ти строений на км2. Расовый состав населения: белые — 99,07 %, афроамериканцы — 0,11 %, коренные американцы (индейцы) — 0,24 %, азиаты — 0,03 %, гавайцы — 0,00 %, представители других рас — 0,06 %, представители двух или более рас — 0,49 %. Испаноязычные составляли 0,53 % населения независимо от расы.
В составе 32,30 % из общего числа домашних хозяйств проживают дети в возрасте до 18 лет, 55,40 % домашних хозяйств представляют собой супружеские пары проживающие вместе, 12,90 % домашних хозяйств представляют собой одиноких женщин без супруга, 27,40 % домашних хозяйств не имеют отношения к семьям, 24,60 % домашних хозяйств состоят из одного человека, 10,70 % домашних хозяйств состоят из престарелых (65 лет и старше), проживающих в одиночестве. Средний размер домашнего хозяйства составляет 2,48 человека, и средний размер семьи 2,94 человека.
Возрастной состав округа: 24,20 % моложе 18 лет, 9,10 % от 18 до 24, 29,20 % от 25 до 44, 24,20 % от 45 до 64 и 24,20 % от 65 и старше. Средний возраст жителя округа 37 лет. На каждые 100 женщин приходится 93,80 мужчин. На каждые 100 женщин старше 18 лет приходится 91,20 мужчин.
Средний доход на домохозяйство в округе составлял 23 318 USD, на семью — 27 284 USD. Среднестатистический заработок мужчины был 29 254 USD против 18 849 USD для женщины. Доход на душу населения составлял 12 285 USD. Около 22,50 % семей и 26,40 % общего населения находились ниже черты бедности, в том числе — 32,30 % молодёжи (тех, кому ещё не исполнилось 18 лет) и 21,50 % тех, кому было уже больше 65 лет.